# ダブル・ミーニング
ダブル・ミーニング（英語: double meaning）とは、2つ以上の解釈が可能な意味づけのこと。詩などで、一つの語に2つ以上の意味をもたせること。日本語では掛詞（かけことば）と（伝統的に）呼ばれている。

## 概説

### ほのめかし
文中で「ほのめかし（innuendo）」が使われる時、隠された意味に通じていない人はそれは気付かず、また変だとも思わない（理由はわからないがユーモラスだと気付く人はいるかも知れない）。ほのめかしは、隠された言外の意味をわからない人には不快感を与えないため、子供たちが目にするシチュエーション・コメディなどの喜劇でも広く使われている。子供たちがその喜劇を可笑しいと思っても、ほのめかしの隠された意味への理解を欠いているために、大人たちの可笑しさとはまったく異なるものとなる。このことから、ダブル・ミーニングは社会的に容認しかねる性的なユーモアを生むのに使われる。たとえば、ウィリアム・シェイクスピアの『空騒ぎ』では、エリザベス朝の「noticing」のスラングに「nothing」を使う駄洒落と同じレベルの仕掛けが使われた。

### 例
サー・トマス・モアの『ユートピア』（1516年）はギリシャ語から派生した同じ発音の2つの語のダブル・ミーニングである。モアの綴り「Utopia」は「どこにもない場所」（サミュエル・バトラーの1872年の『エレホン（Erewhon）』と呼応している）。しかし「Eutopia」と綴ればそれは「良い場所」という意味を持つ。
もっとも危険なゲーム（The Most Dangerous Game）- リチャード・コーネル（Richard Connell）の短編（1924年。The Most Dangerous Game参照）およびギャビン・ライアルの小説（1964年、The Most Dangerous Game (Gavin Lyall novel)参照）のタイトル
この句は、もっとも危険な「狩りをするための」ゲーム（ジビエ）と、もっとも危険な「遊ぶための」ゲームのどちらにも解釈することができる。

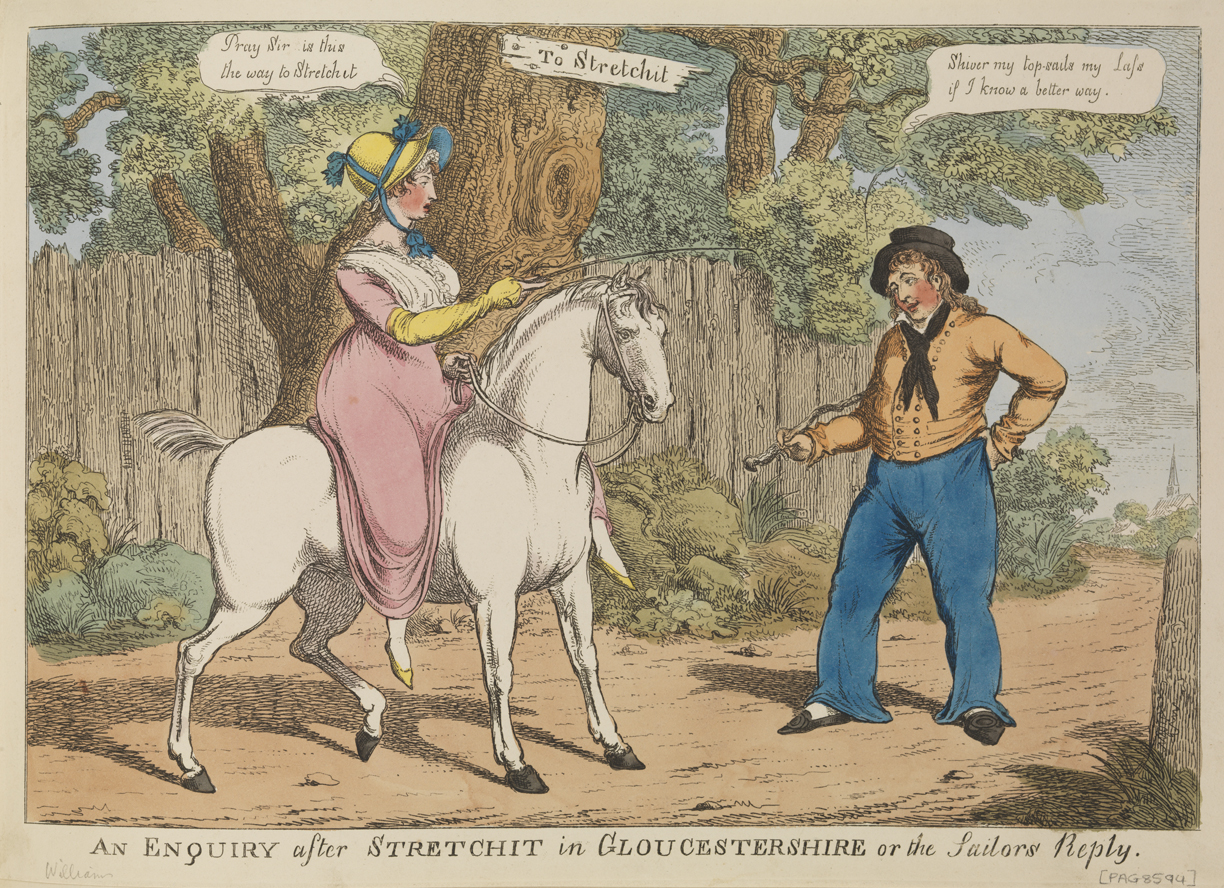
19世紀の戯画。「To Stretchit」と書かれた看板の前で。馬に乗った淑女が「Pray, Sir, is this the way to Stretchit」と水夫に尋ねる。「この道はStretchitへの道ですか?」と聞いたのだが、水夫は跨った乗馬姿勢が淑女の膣を広げている、つまり、「膣の広げ方（way to stretch it）はこうですか?」と聞き間違えて、「俺がそれより良い方法を知ってりゃあ、娘さん、俺の帆を揺らしておくんな」と答える。

### double entendre
double entendreとは、話し言葉の句が2通りに理解できる駄洒落に似た修辞技法のこと。2つの相容れない意味を持つ句ほどシンプルなものだと、それは気の利いた言葉遊びになる。
きわどい性的な要素がダブル・ミーニングの核である場合もある。この場合、最初の意味は無邪気なものだが、2つめの意味はきわどい (risqué) か、少なくとも皮肉なもので、聴き手にはいくらかの知識が求められる。逆に、伝えようとしていた真意はごく普通のありふれたモノだがその言葉の使い方やシチュエーションで性的な意味であると受け手や他の登場人物にミスリーディングさせるというパターンもある。

### 映画やテレビにおけるダブル・ミーニング
現代ではダブル・ミーニングは映画やテレビでも用いられている。
多くの国でそれぞれ放送コードや放送禁止用語などが設定されているが、性的なダブルミーニングは、それらのコード（ルール）を形式上遵守しつつも意味的にはその種の意味を視聴者に伝えたりほのめかすことを可能にしている。『007』シリーズでは性的なダブルミーニングが多用されている。例えば、『007 トゥモロー・ネバー・ダイ』（1997年）で、ジェームズ・ボンドがデンマーク人女性とベッドにいるところにミス・マネペニー（Miss Moneypenny）から電話がかかってくる場面で、ボンドが自分のデンマーク語を磨いていたところだと言い訳すると、ミス・マネペニーがすかさずこう切り返す。
You always were a cunning linguist, James.（あなたって昔からずる賢い言語学者だったわね、ジェームズ）
「cunning linguist（ずる賢い言語学者）」が「cunnilingus（クンニリングス）」に聞こえれば、これはダブル・ミーニングになる。
またシリーズ作品のタイトル「Octopussy オクトパシー」は、基本的に「octopus オクトパス（＝タコ）」の親しみを込めた呼び方（≒「タコちゃん」）と解釈でき、また同時に「octo（=8つの、8人の）+ pussy」、つまり｢8人の女｣という意味だとも解釈できる。
『羊たちの沈黙』（1991年）でのハンニバル・レクターの台詞「having an old friend for dinner（ディナーのための旧友を持っている）」もダブル・ミーニングである（「旧友とディナーをとっている」と「ディナーに旧友を食べる」）。

### その他
時としてダブル・ミーニングは、よく知られた句に似た文を作る同音異字として存在することもある。また、比較広告の方法として競合他社・製品の名前を出すのが忌避される場合に使われる(表面上は何でもないキャッチコピーや登場人物だが、それらが暗にライバルを指している)こともある。

## 具体例
楽曲
- One_Day,_One_Dream
- (Åh) När ni tar saken i egna händer（通称「高らかにオナニー」）：アフターダークの楽曲。スウェーデン語の原曲の歌詞も元々性的なダブルミーニングである上に、日本語の空耳としても性的な歌詞として聞こえる。
- セルジュ・ゲンスブールの楽曲。フランス・ギャルに提供した「アニーとボンボン」などに性的なダブルミーニングが使われている。
- 「雨あがりの夜空に」（RCサクセションの楽曲）。｢バッテリーはビンビンだぜ｣や「乗れないなんて」、「こんな夜に発車できないなんて」｢(カーラジオの)感度最高｣｢いつものようにキメて(※勿論表は走りをキメると言う意味)｣などの歌詞がダブルミーニングになっており、｢エンジンいかれちまった｣のように「おまえ」は表の意味では愛車だが、裏の意味では恋人だと（あるいは恋人のメタファーだと）聞けるようになっている。
- つボイノリオの楽曲。「金太の大冒険」など、ぎなた読みによるダブルミーニングを盛り込んだ下ネタコミックソングを持ちネタとしている。
- イフ・ユー・シーク・エイミー (If U See k A my)：ブリトニー・スピアーズの楽曲。タイトルが"F-U-C-K me"と聞こえるダブルミーニングであると騒ぎになった。これとの関連性は不明だが、この曲を使用したCMでは一部バージョンでその部分がカットされている。
- IM NAYEON：ナヨンのミニアルバム。自身の氏名「イム・ナヨン」の英語表記と「私はナヨンだ」(I'm Nayeon) のダブルミーニング。
- 『はいからはくち』はっぴいえんどの楽曲。『ハイカラ白痴』と『肺から吐く血』のダブルにミーニング

CM
- 西友の家庭用品のCMのフレーズ｢西友にとりあえず行けや｣、家電 (TV) のCM登場人物（ヤマダ・コジマ・タカタ・ビック）がライバル他社を指しているように聞こえる。

他
- Albur（メキシコのダブル・ミーニングを使った下ネタの駄洒落）
- 空飛ぶモンティ・パイソン：「スパムの多い料理店」では｢スパム（SPAM：ランチョンミート→SPERM：精液）｣や「エッグ（鶏卵→卵子）、ソーセージ（その形状が陰茎と似ていることから）」など、ダブルミーニングと取れる単語が多く使われている。この回はあまりにスパムと連呼することから、スパムメール（迷惑メール）の語源ともなったとされる。
- 『ニュース女子』2017年1月2日放送分：「基地の外の反対派によるフェンスへの抗議活動」など、「基地外(きちがい)→気違い」を連想されるような表現。かつ「基地の外」といったテロップを意図的に何度も表示させるなどの行為により、放送倫理違反であると放送倫理・番組向上機構からの指摘があった。
- 『かくしごと』: 「描く仕事」と「隠し事」のダブルミーニング。
- 『【推しの子】』: タイトルが「推し(のアイドル)の(女の)子」と「推し(のアイドル)の子(息子と娘)」というダブルミーニング。韓国語でのタイトル「【최애의 아이】」も「아이」が登場人物名の「アイ」と「子供」という意味をかけたダブルミーニングである。
- LOL:Last One Laughing: 「LOL」はLast One Laughingの頭字語とインターネットスラングのLOLのダブルミーニング。
- WTF: Work Time Fun: 「WTF」はWork Time Funの頭字語と俗語のWTFのダブルミーニング。
- 『くだんのはは』：小松左京の小説。タイトルは妖怪の「件（くだん）」と靖国神社を参拝する母親を意味する「九段の母」のダブルミーニングとされている。